# Gertrude Käsebier
Gertrude Käsebier (Des Moines, Iowa, Estats Units d'Amèrica, 18 de maig de 1852-Nova York, 12 d'octubre de 1934) fou una fotògrafa nord-americana.
Gertrude Käsebier, casada i amb tres fills, es va iniciar tardanament en la fotografia professional. Va començar en la dècada de 1890 a realitzar ocasionalment fotografies als seus fills. El 1897 va obrir un estudi de fotografia de retrats a Nova York. Ràpidament, va obtenir èxit amb els seus retrats i, el 1898, se li va dedicar una exposició al New Yorker Camera Club. El 1903, Camera Work de Stieglitz va publicar sis de les seves fotografies. La seva fotografia titulada El naixement es va vendre el 1899 per 100 dòlars, i aquest era el major preu que fins al moment s'havia pagat per una fotografia artística.